# Commandement de la gendarmerie dans le cyberespace
Le commandement de la gendarmerie dans le cyberespace (ComCyberGend) est un organisme français relevant du ministère de l'Intérieur, créé par arrêté du 25 février 2021 et devenu opérationnel en août 2021. Il est chargé de fédérer l'action de ses services spécialisés, dont le Centre de lutte contre les criminalités numériques (C3N),,, et le réseau CyberGEND des enquêteurs numériques de la gendarmerie. Il intègre également la brigade numérique de la gendarmerie nationale chargée de magendarmerie.fr et la plateforme Perceval chargée des signalements de fraude à la carte bancaire.

## Missions
Les missions telles que fixées dans son arrêté de création sont de « piloter, conduire et animer le dispositif de la gendarmerie nationale dans la lutte contre les cybermenaces », reprenant ainsi la mission dévolue au Pôle national de lutte contre les cybermenaces créé en novembre 2019.

## Organisation
Relevant directement du directeur général de la gendarmerie nationale, le commandement de la gendarmerie dans le cyberespace est une formation administrative et un organisme militaire à vocation opérationnelle de la gendarmerie composé de quatre divisions:
- une division stratégie, prospective et partenariats ;
- une division des opérations ;
- une division de la proximité numérique ;
- une division de l'appui aux opérations numériques.

Ce commandement dispose en outre d'un centre national d'expertise numérique.

## Historique
A l'occasion de sa création, le ComCyberGend intègre notamment deux unités préexistantes : le département informatique-électronique de l'institut de recherche criminelle de la gendarmerie nationale (IRCGN) et le centre de lutte contre les criminalités numériques (C3N).
Créé au sein de l'IRCGN en 1992, le département informatique-électronique devient en août 2021 le centre national d'expertise numérique du ComCyberGend. Il est composé de deux laboratoires:
- un laboratoire de la preuve numérique avancée ;
- un laboratoire de rétro-conception.

Le C3N, quant à lui, est l'héritier d'un département de lutte contre la cybercriminalité créé en 1998 au sein du service technique de recherches judiciaires et de documentation de la gendarmerie à Rosny-sous-Bois. Devenu en 2005 une division de lutte contre la cybercriminalité de ce même service, il prend son appellation actuelle en 2015 à l'occasion de l'installation du pôle judiciaire de la gendarmerie nationale à Pontoise.

## Commandement
| Commandant                                           | Commandant en second ou adjoint                                                            |
| ---------------------------------------------------- | ------------------------------------------------------------------------------------------ |
| Général de division Marc Boget (1er août 2021)       | Général de brigade Éric Freyssinet (Commandant en second, 1er août 2021 - 31 juillet 2022) |
| Général de division Marc Boget (1er août 2021)       | Général de brigade Christophe Husson (Adjoint, 1er août 2022)                              |
| Général de brigade Christophe Husson (1er août 2023) |                                                                                            |

## Écusson

Blason du commandement de la gendarmerie dans le cyberespace

### Signification héraldique
Ecu de sable à la herse d'or soutenant un bouclier d'azur et d'argent chargé d'un hibou d'azur, d'azur clair et d'or, becqué et armé de sable ; à deux éclairs d'or, l'un en bande mouvant de dextre et l'autre en barre mouvant de senestre.

### Symbolisme
Les éléments symboliques de l'insigne sont :
- le hibou qui symbolise la surveillance continue. Il est représenté de couleur bleue et d'une esthétique moderne pour évoquer l'environnement du cyberespace et de la réalité virtuelle ;
- le bouclier et la herse qui symbolisent plus particulièrement les missions de défense, ici dans le domaine de l'informatique et des télécommunications ;
- les éclairs qui sont une référence à la symbolique militaire des transmissions.